# 念書
念書（ねんしょ）は、社会においており交わされている文書の一つ。後日のための証拠として念のために書き写しておく、という文書のことである。

## 概要
念書には、一方の当事者だけが単独で他方の当事者に対して差し入れる、という形式が取られる。このことから、差し入れる側の当事者だけが他方に対して義務を負うこととなる状態を確約するものである。約束事を確認する意味合いが強い簡易的な文書であるため、念書の存在だけでは法的拘束力は限定的であるが、裁判では証拠として認められる。
社会では念書とされる書類でも、賃貸や借用書などという契約書としての意味内容を持つ形式で利用されることもある。この場合はその契約の金額に応じた収入印紙を貼る必要があり、貼られないならば印紙税法に反し違法となる。もっとも、これはあくまで税法上の問題に過ぎず、念書の有効性が当然に否定されるわけではない。